# ليونار ملكي
ليونار ملكي (ولد في الأوّل من تشرين الأوّل/أكتوبر 1881 – توفّي في 11 حزيران/يونيو 1915) واسمه عند الولادة يوسف حبيب ملكي واسمه في الرهبنة ليونار البعبداتي - كان كاهنًا كاثوليكيًا شرقيًا في الرهبنة الكبوشية.
بعد أن سيم ليونار ملكي كاهنًا، بدأ رسالته في مختلف مراكز إرسالية الرهبنة الكبوشية في أرمينيا وبلاد ما بين النهرين، واعظًا في الكنيسة، ومرشدًا للحركات الرسوليّة، ومعلّمًا في مدارس الرهبنة، ومديرًا لمدرسة الرهبنة الكبوشية في ماردين، حيث علّم أيضًا الفرنسية والموسيقى. قُتل لاحقاً في جوار ماردين، بتاريخ 11 حزيران (يونيو) 1915، مع قافلة رجال من الأرمن والسريان والكلدان والبروتستانت دفعهم الجنود الأتراك على النزوح إبّان الإبادة الجماعية في الحرب العالمية الأولى.
رُفع طلب تطويب ليونار ملكي في 3 تشرين الأوّل (أكتوبر) 2005 وأُعطي له تسمية خادم الله.

## سيرته
يوسف حبيب ملكي هو سابع ولد من 11 ولدًا أنجبهم حبيب عويس الملكي (1840– 1906) ونورة بو موسي كنعان يمّين (1845– 1917) وقد أبصر النور في الأوّل من تشرين الأوّل/أكتوبر 1881. إخوته وأخواته هم:
- داوود (ولد في 1870)
- عويس (ولد في 1873)
- مريم (ولدت في 1873)
- كليم (1875-77)
- كليمة (1875-1955)
- منصورة (ولدت في 1878)
- يوسفية (ولدت في 1881)
- خليل (1883-1959)
- زينة (1890-1903)
- فارس (1893-1967)

نال سرّ المعمودية في كنيسة سيّدة النجاة الرعائيّة، التابعة للكنيسة المارونيّة في بعبدات، في 8 تشرين الأوّل/أكتوبر 1881، على يد الخوري حنا لبكي، كاهن الرعيّة، وكان عرّابه أسعد راجي لبكي. كان يرتاد كنيسة السيّدة، القريبة من منزل العائلة، برفقة إخوته وأخواته. وكان والده، الذي اشتهر بصوته الرخيم، يساعد الكاهن أثناء القدّاس فيرتّل الأناشيد. نال سرّ التثبيت مع أخيه خليل بتاريخ 19 تشرين الثاني/نوفمبر 1893، في الكنيسة اللاتينية وليس في الكنيسة المارونية، لأن عدداً من سكّان القرية، ومن بينهم عائلة ليونار، كانوا قد تركوا الكنيسة المارونية (الكاثوليكية) والتحقوا بالكنيسة الكاثوليكية اللاتينية لأسباب سياسية واجتماعية واقتصادية. في ذلك الوقت، لم يكن يُحتفل بعد بالمناولة الأولى (أوّل قربانة) في الكنيسة الكاثوليكية اللاتينية.
ذهب ليونار إلى المدرسة الابتدائية، كجميع الأطفال اللبنانيّين المسيحيّين آنذاك، ليتلقى دروسًا تحت سنديانة في مسقط رأسه بعبدات. وكان معلّمه كاهنَ الرعية الخوري جريس يعقوب أبي هيلا. وبعد أن التحقت بعضُ الأسر البعبداتية بالكنيسة الكاثوليكية اللاتينية، طلب مجمع نشر الإيمان المقدّس من رهبنة الإخوة الأصاغر الكبوشيّين تولّي خدمة هذه الرعيّة اللاتينية الناشئة. وبدخول الكبّوشيّين إلى بعبدات، تعرّف ليونار على الروحانية الفرنسيسية التي جعلته يزهد في العالم، فانخرط في سلك تلك الرهبنة، ملبيًا دعوة الربّ، وواضعًا مستقبله بين يديه، فأُرسل إلى إكليريكية الرهبنة في سان ستيفانو بالقرب من إسطنبول، في شهر نيسان (أبريل) 1895.
بدأ مرحلة الابتداء الرهباني في العام 1899 ولبس الثوب في الأوّل من تمّوز/يوليو 1899؛ ثمّ أُعطيَ له اسم ليونار في الرهبنة تيمّنًا بالقديس ليوناردو دا بورتو ماوريتزيو. قام بالنذور الأولى في سان ستيفانو بتاريخ 2 تموز/يوليو 1900. ثمّ انتقل إلى إكليريكية الكبّوشيين الكبرى في بودجه، بجوار إزمير، حيث حصل على الدرجات الصغرى بتاريخ 10 شباط/فبراير 1901، قبل أن يُرسمَ شمّاساً في 24 تمّوز/يوليو 1904، وكاهنًا في 4 كانون الأوّل/ديسمبر 1904.
خضع لامتحان وعظ في 23 نيسان/أبريل 1906 وحاز على شهادة «مبشّر رسولي» في الشهر التالي. قرّر الرؤساء الحاقه بإرسالية الكبّوشيين في الإمبراطورية العثمانية فبدأ رسالته في ماردين حيث عمل أستاذًا وواعظًا. ساهم في تعزيز رهبنة مار فرنسيس الثالثة للعلمانيين، ونشر رسالته الإنجيلية في الأماكن التي خدم فيها، وشجّع الآخرين على تلقي هذه الرسالة بذهنية منفتحة، ما أدّى إلى ارتفاع عدد الثالثيين.
مع بداية العام 1910، بدأ يعاني من أوجاع مريرة في الرأس، فتدهورت حالته الصحيّة، ولم يعد باستطاعته إقامة القداديس على أفضل وجه، ولا الاهتمام بالتعليم والإرشاد. نصحه الأطباء بالامتناع عن أيّ مجهود فكري، والانتقال إلى مركز الرهبنة في معمورة العزيز للراحة والاستفادة من طيبة مناخ تلك البلدة. فامتثل للأمر، ومع ذلك، لم تأتِ «الوصفة» بالنتائج المرجوّة، فاستأذن الرؤساء لقضاء فترة راحة في لبنان. استجاب الرؤساء لهذا الطلب، فتوجّه الأب ليونار إلى بعبدات، بعد معاناة وطول انتظار. وبعد بضعة أشهر، عاد إلى مركز الرهبنة في أورفا في أواخر العام 1911، وبقي فيها يمارس رسالته كالمعتاد حتّى العام 1914 حين انتقل إلى ماردين.
اتّهمته الحكومة العثمانية ظلمًا بالتآمر ومساعدة الحكومة الفرنسية، وأوقف في النهاية بموجب اتّهامات باطلة في 5 حزيران/يونيو 1915. هُدّد ليونار ووجّه إليه إنذار: إما أن يعتنق الإسلام أو أن يموت مسيحيًا. فاختار الحلّ الثاني. وعلى هذا الأساس، مارس عليه الأتراك شتى أنواع التعذيب، ولاسيّما بضربه وسحبه بلحيته ورميه من أعلى أدراج طويلة داخل قلعة ماردين، حيث كان معتقلاً. إلى ذلك، عُلّق بقدميه طوال ساعات عديدة وتحمّل عذاباً أليماً متمثّلاً بقلع أظافر يديه ورجليه.
بعد أسبوع من التعذيب في القلعة، أُجبرَ ليونار ملكي ومئات المعتقلين المسيحيّين الآخرين في ماردين على اجتياز كيلومترات عديدة مشيًا خارج المدينة، باتجاه الصحراء، قبل أن يتمّ قتلهم هناك. توفي ليونار ملكي في 11 حزيران/يونيو 1915.

## دعوى التطويب
بدأت المرحلة الأولى من مسار التطويب بعد نقل الهيئة المؤهلة من النيابة الرسولية في الأناضول إلى النيابة الرسوليّة في بيروت، في 30 آب/أغسطس 2005؛ سُمّي «خادم الله» في 3 تشرين الأوّل/أكتوبر 2005 في عهد البابا بندكت السادس عشر، بعد أن أصدر مجمع دعاوى القدّيسين الإذن الرسمي "nihil obstat" «لا مانع من المباشرة بالدعوى».
افتُتح التحقيق الأبرشي في 17 شباط /فبراير 2007 وانتهت أعماله في 28 تشرين الأوّل/أكتوبر 2009، واستُكمل بتحقيق آخر، بعد ذلك بفترة، وأقفل في 15 كانون الأوّل/ديسمبر 2011. صادق مجمع دعاوى القدّيسين في روما على التحقيقين المذكورين، بتاريخ الأوّل من تشرين الأوّل/أكتوبر 2012، واستلم الجزأين المتميّزين لملفّ البوزيسيو من طالب الدعوى في العام 2014 وفي العام 2015. وسار ملفّ الدعوى بحسب الأصول إلى حين اجتماع لجنة الاختصاصيين في التاريخ لدى المجمع الذين وافقوا، بالإجماع، على البوزيسيو، وكان ذلك في شهر آذار/مارس 2017.
ومنذ العام 2013، وبصفته طالب دعاوى القديسين في الرهبنة الكبّوشيّة، يقوم الأب كارلو كالّوني الكبّوشي بمتابعة ملفّ دعوى التطويب لدى مجمع دعاوى القدّيسين في روما، يعاونه الأب طوني حدّاد الكبّوشي اللبناني.
في 28 تشرين الأوّل (أكتوبر) 2020، أعطى البابا فرنسيس موافقته على نشر مرسوم إعلان استشهاد الأبوَين ليونار عْوَيس ملكي وتوما صالح، وبذلك يكون مسار دعوى التطويب شارف على نهايته، ولم يبق منه سوى تحديد موعد الاحتفال في لبنان، من قِبل البابا، بعد التشاور مع السلطات المدنيّة والإكليريكيّة في البلاد.

## روابط خارجية
- Hagiography Circle
- Site Internet officiel